# Educación primaria

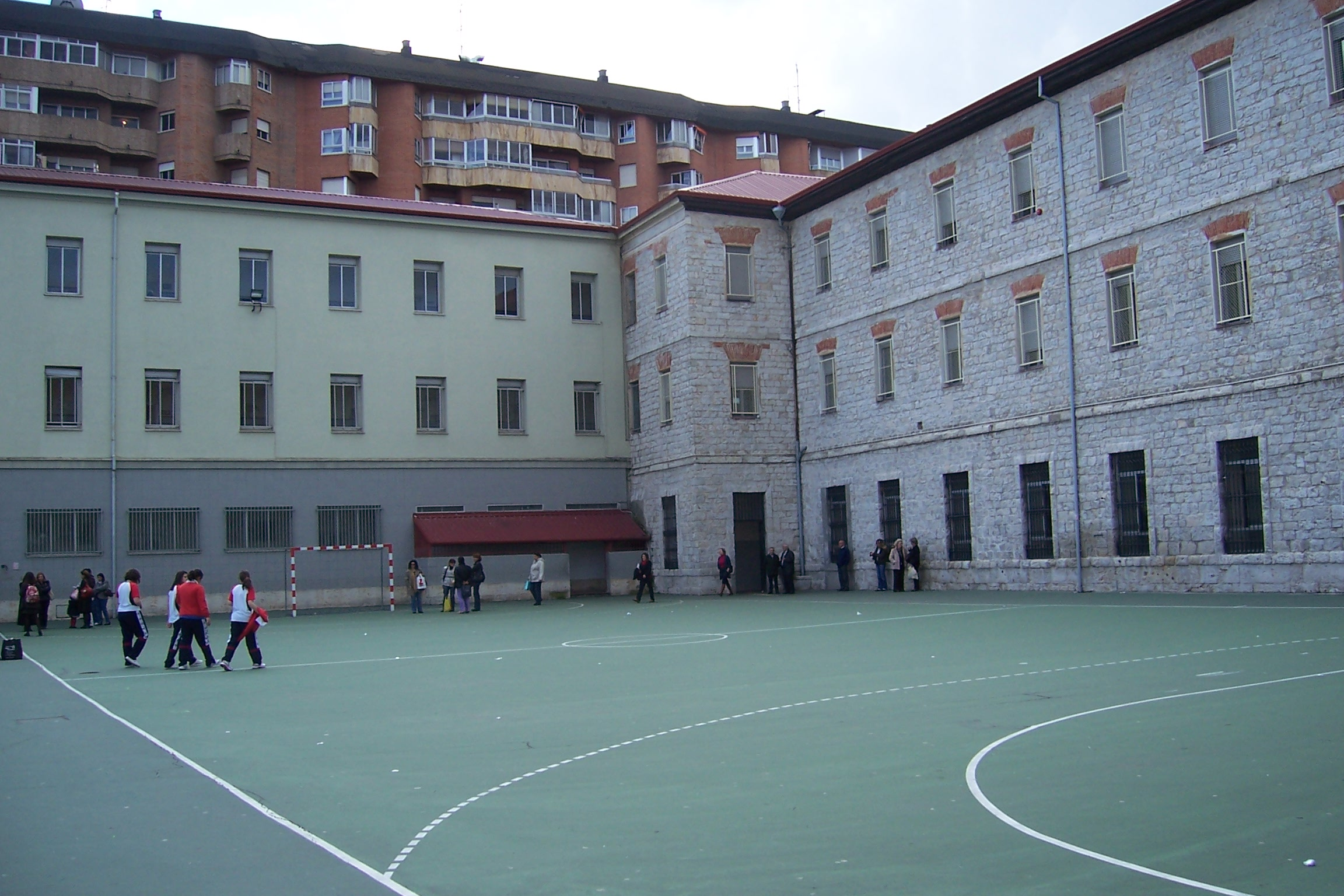
Colegio en Valladolid, España.

La educación primaria (también conocida como educación básica, enseñanza básica, enseñanza elemental, enseñanza primaria, estudios básicos o estudios primarios) es la que asegura la correcta alfabetización, es decir, que enseña a leer, escribir, cálculo básico y algunos de los conceptos culturales considerados imprescindibles, denominadas competencias básicas y competencias clave. La primera alude al conjunto de conocimientos, capacidades y actitudes adecuadas al contexto; y la segunda, hace referencia a las competencias que toda persona necesita para su desarrollo personal, según recoge la Recomendación del Parlamento Europeo y del Consejo de 18 de diciembre de 2006 sobre las competencias clave para el aprendizaje permanente (2006/962/CE). Su finalidad es proporcionar a los estudiantes una formación común que haga posible el desarrollo de las capacidades y habilidades individuales motrices, de equilibrio personal; de relación y de actuación social con la adquisición de los elementos básicos culturales; los aprendizajes anteriormente mencionados.
La educación primaria, también conocida como la educación elemental, es la primera de seis años establecidos y estructurados de la educación que se produce desde los seis años hasta los doce años, dependiendo de cada país. Anterior a esta encontramos la etapa conocida como educación infantil.
Los países exigen que los niños reciban una educación primaria y en muchos, es aceptable para los padres disponer del plan de estudios aprobado.
Es el primer paso para la educación secundaria y superior. En la mayoría de países constituye una enseñanza obligatoria y se imparte en escuelas o colegios.
Esto exige que el niño se apropie del código escrito, como posibilidad de significación y construcción del sentido, y no solo como decodificación fonética.
De aquí se desprende la importancia de la estimulación en forma oral, ya que los niños escribirán de acuerdo a lo que escuchan y hablan. Enriquecer los contextos es importante para que los niños puedan ser estimulados desde edades tempranas.

## Estructura

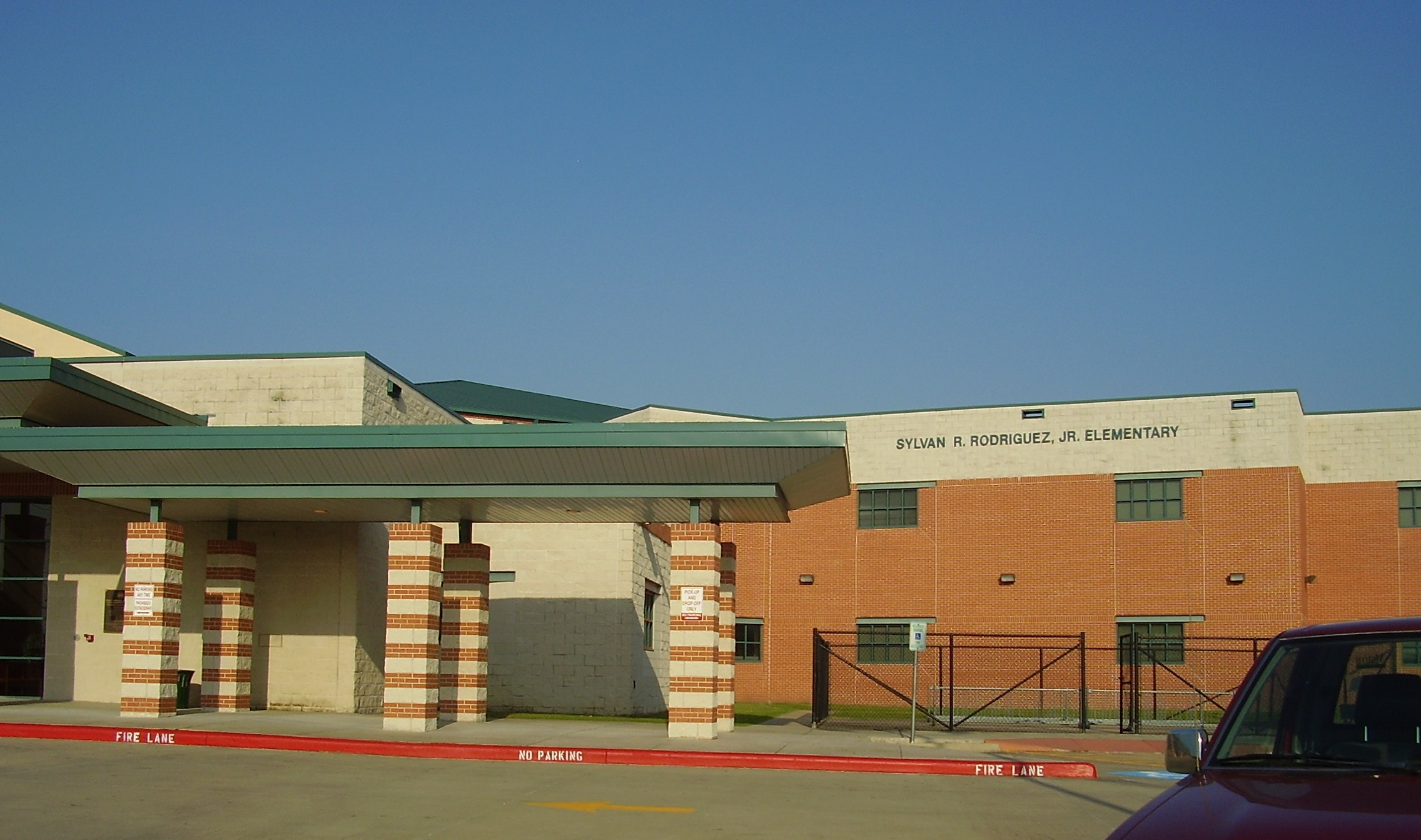
La escuela primaria Sylvan R. Rodriguez, Jr. del barrio de Gulfton en Houston, Texas

Una parte de los países de habla hispana educa a sus niños en un esquema de duración máxima de seis años, siendo notables las excepciones de Colombia, donde solo dura cinco, y la de Argentina, donde se suman a estos los dos años de parvulario, dando un total de siete años. En otros lugares, la educación primaria elemental o básica consiste en seis años académicos - lectivos que comienzan diferentemente, siendo lo acostumbrado en la mayoría de los casos a los seis años y finalizan comúnmente a los once o doce. Por supuesto, cada país mantiene un programa de objetivos básico con el cual se debe de cumplir. Así, por ejemplo, tenemos el plan de educación elemental en Chile, España y Perú.
Generalmente estos programas coinciden con los siguientes objetivos:
- Iniciar el conocimiento del abecedario, fonética y reglas de formación de palabras.
- Aplicar y consolidar el vocabulario, léxico y dicción del estudiante.
- Reconocimiento básico de cantidades y numerales.
- Formación cívica. Reconocimiento de los elementos patrios e identidad nacional.

### La enseñanza y el aprendizaje de las matemáticas
Las operaciones aritméticas tradicionalmente se han enseñado de forma repetitiva, sin base de razonamiento alguna. La teoría de conjuntos cae en la axiomatización sin conducir al niño a través del juego y la experimentación, a alcanzar por inducción el descubrimiento de las realidades matemáticas, lo que ha presentado un problema que se encuentra: en la visión del maestro hacia las matemáticas, en las actividades propuestas para enseñar matemáticas y en la concepción de los alumnos de los contenidos matemáticos. Razón por la cual ha sido objeto de investigación sistemática e institucional en los últimos cuarenta años. Dicha investigación ha arrojado a la luz diversos factores que inciden en el problema y de ello se han derivado acciones encaminadas a tratar de resolver tal problemática.
En primer lugar las investigaciones sobre dicho proceso han ayudado a entender que las y los niños aprenden matemáticas de lo general a lo específico, es decir, de experiencias concretas relacionadas con objetos o situaciones de su vida cotidiana y que al interactuar con tales situaciones, los niños llevan a cabo procesos de abstracción de conocimientos y habilidades que le permiten comprender y confrontar los puntos de vista entre los niños y con el maestro; proceso de gran valor para el buen aprendizaje y construcción de conocimientos matemáticos.
Esta concepción del complejo proceso de asimilación de las matemáticas ha dado lugar a una nueva modalidad de la enseñanza, considerándola, así como un proceso de conducción de la actividad de aprendizaje, en donde el papel del maestro se limita a conducir y propiciar dichas actividades. Todo esto viene a contraposición del concepto tradicional de que el profesor es el único expositor y transmisor del conocimiento.
Esta nueva forma de la enseñanza implica la necesidad de que el profesor diseñe o selecciones actividades que promuevan la construcción de conceptos a partir de experiencias concretas, en las que los niños puedan observar, explorar e interactuar entre ellos y con el profesor. Practicar esta concepción de la enseñanza ofrece la oportunidad a los niños de concebir esta disciplina como un conjunto de herramientas funcionales y flexibles que les permitan entender y resolver diversos problemas que enfrenta en su entorno social y educativo, contribuyendo a la formación de personas competentes.

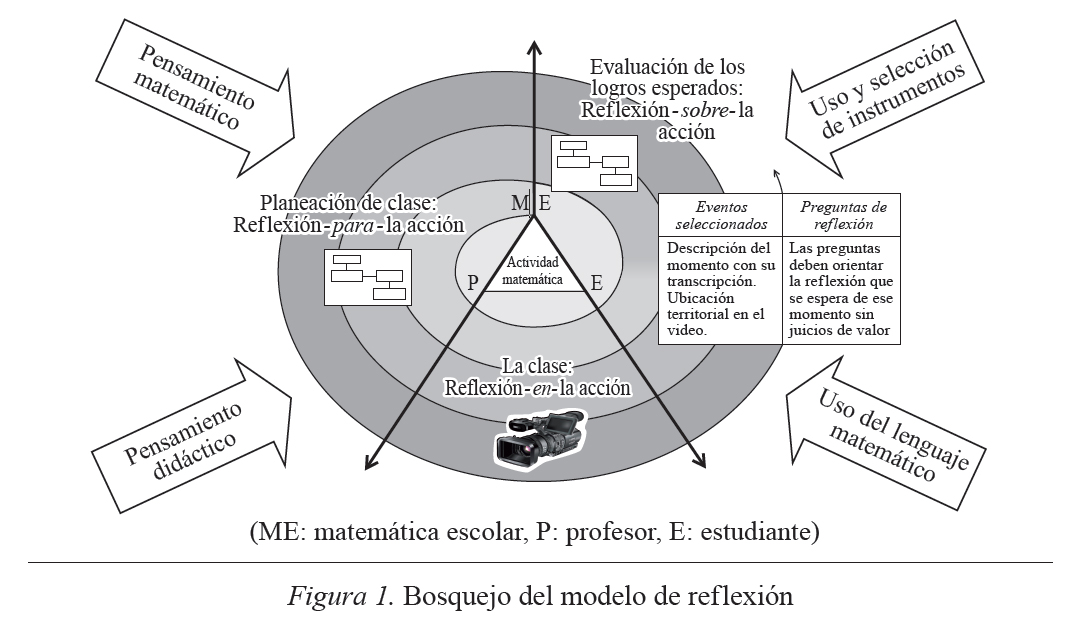
Figura 1: Bosquejo del modelo de reflexión.

En el caso de México, la enseñanza de las matemáticas plantea estudiar en las aulas una matemática que permita a los alumnos construir conocimientos a través de la resolución de situaciones problemáticas que despierten su interés y su deseo de búsqueda de soluciones. Apoyada con la evolución de los conocimientos previos, el papel del maestro es fundamental para que el alumno logre desarrollar habilidades para estimar, medir, comunicar (de manera oral y escrita), operar (mentalmente y con los algoritmos usuales), para hacer inferencias y generalizaciones, asimismo disfrute al hacer matemáticas desarrollando su creatividad e imaginación. Lo anterior viene apoyar las teorías anteriores sobre la adquisición del conocimiento matemático, lo que cataloga a las matemáticas como una de las principales asignaturas, junto con el español, del plan de estudios actual.
Es importante señalar que el profesor debe reflexionar en es su labor como docente y tener conocimiento de las dificultades del aprendizaje matemático, por lo cual se propone un modelo de reflexión como se puede ver en la figura 1 (PARADA & PLUVINAGE, 2014).

## Educación primaria por país

### En Argentina

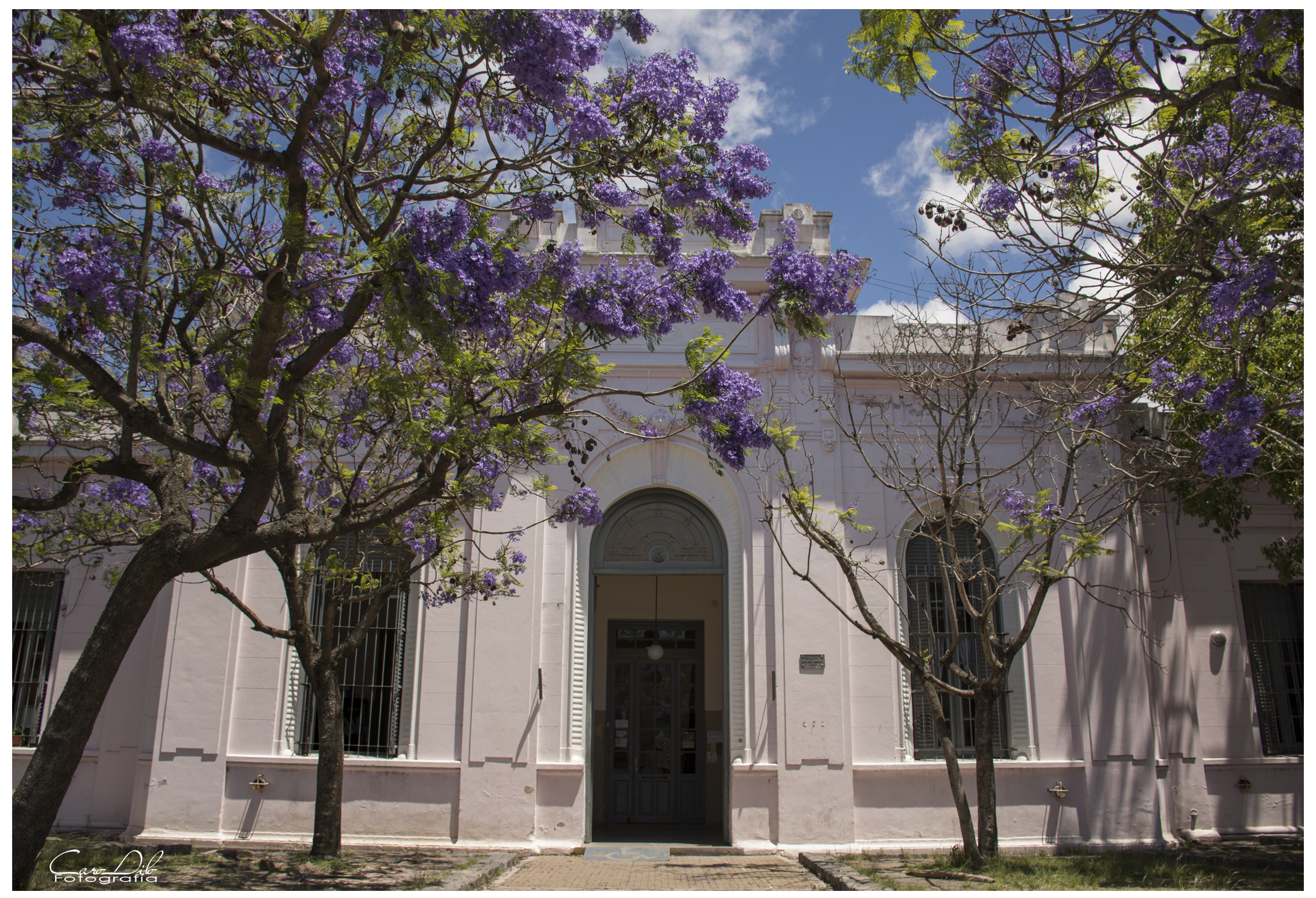
Fachada de escuela primaria argentina (1905) actualmente en funcionamiento

El sistema educativo de Argentina está regido por la Ley de Educación Nacional 26.206 (LEN) que establece que la educación es un bien público, un derecho personal y social de las personas siendo el Estado quien debe garantizarla. Es de carácter gratuito y en este nivel es obligatorio.
La educación primaria se organiza en dos estructuras por edades, dependiendo la jurisdicción (provincias y Ciudad Autónoma de Buenos Aires):
| Estructura 1  | Estructura 1  | Estructura 2  | Estructura 2  | Edad habitual (al inicio) |
| ------------- | ------------- | ------------- | ------------- | ------------------------- |
| Primer ciclo  | Primer grado  | Primer ciclo  | Primer grado  | 6-7 años                  |
| Primer ciclo  | Segundo grado | Primer ciclo  | Segundo grado | 7-8 años                  |
| Primer ciclo  | Tercer grado  | Primer ciclo  | Tercer grado  | 8-9 años                  |
| Segundo ciclo | Cuarto grado  | Segundo ciclo | Cuarto grado  | 9-10 años                 |
| Segundo ciclo | Quinto grado  | Segundo ciclo | Quinto grado  | 10-11 años                |
| Segundo ciclo | Sexto grado   | Tercer ciclo  | Sexto grado   | 11-12 años                |
|               |               | Tercer ciclo  | Séptimo grado | 12-13 años                |

Estructura 1: de seis años corresponde a las provincias de Formosa, Tucumán, Catamarca, San Juan, San Luis, Córdoba, Corrientes, Entre Ríos, La Pampa, Buenos Aires, Chubut y Tierra del Fuego.
Estructura 2: de siete años corresponde a las provincias de Río Negro, Neuquén, Santa Cruz, Mendoza, Santa Fe, La Rioja, Santiago del Estero, Chaco, Misiones, Salta y Jujuy, y a la Ciudad Autónoma de Buenos Aires.
Cada jurisdicción dicta su normativa basada en la Ley de Educación Nacional 26.206, adecuando a contenidos comunes para todo el territorio:
- Garantizar el acceso a un conjunto de saberes comunes.
- Ofrecer condiciones para el desarrollo integral del niño o niña.
- Dar oportunidades equitativas a todos en el aprendizaje, especialmente en lengua y comunicación, ciencias sociales, matemática, ciencias naturales, lenguas extranjeras, educación física, arte, etc.
- Generar condiciones para el uso de las nuevas tecnologías.
- Promover el desarrollo de una actitud de esfuerzo, trabajo y responsabilidad.
- Promover la curiosidad y el interés por aprender.
- Desarrollar la iniciativa particular y el trabajo en equipo.
- Dar formación ética.
- Promover el juego.
- Dar oportunidades para tener educación física.
- Dar conocimientos y estrategias para seguir los estudios en la secundaria.

Además, deben estar incluidos en los contenidos curriculares de este nivel y en todas las jurisdicciones:
- El fortalecimiento de la perspectiva regional latinoamericana, particularmente de la región del Mercosur.
- La causa de la recuperación de las islas Malvinas, Georgias del Sur y Sándwich del Sur.
- El ejercicio y construcción de la memoria colectiva sobre los procesos históricos y políticos que quebraron el orden constitucional y terminaron instaurando el terrorismo de Estado.
- El conocimiento de los derechos de los niños, niñas y adolescentes establecidos en la Convención sobre los Derechos del Niño y en la ley n.º 26.061.
- El conocimiento de la diversidad cultural de los pueblos indígenas y sus derechos.
- Los contenidos y enfoques que contribuyan a generar relaciones basadas en la igualdad, la solidaridad y el respeto entre los sexos, en concordancia con la Convención sobre la Eliminación de Todas las Formas de Discriminación contra la Mujer.
- La toma de conciencia de la importancia del ambiente, la biodiversidad y los recursos naturales, su respeto, conservación, preservación y prevención de los daños, en concordancia con el artículo 41 de la Constitución nacional, ley n.º 25.675 y leyes especiales en la materia y convenios internacionales sobre el ambiente.
- Es obligatorio en todas las escuelas de nivel primario enseñar, por lo menos, un idioma extranjero.

### En Chile

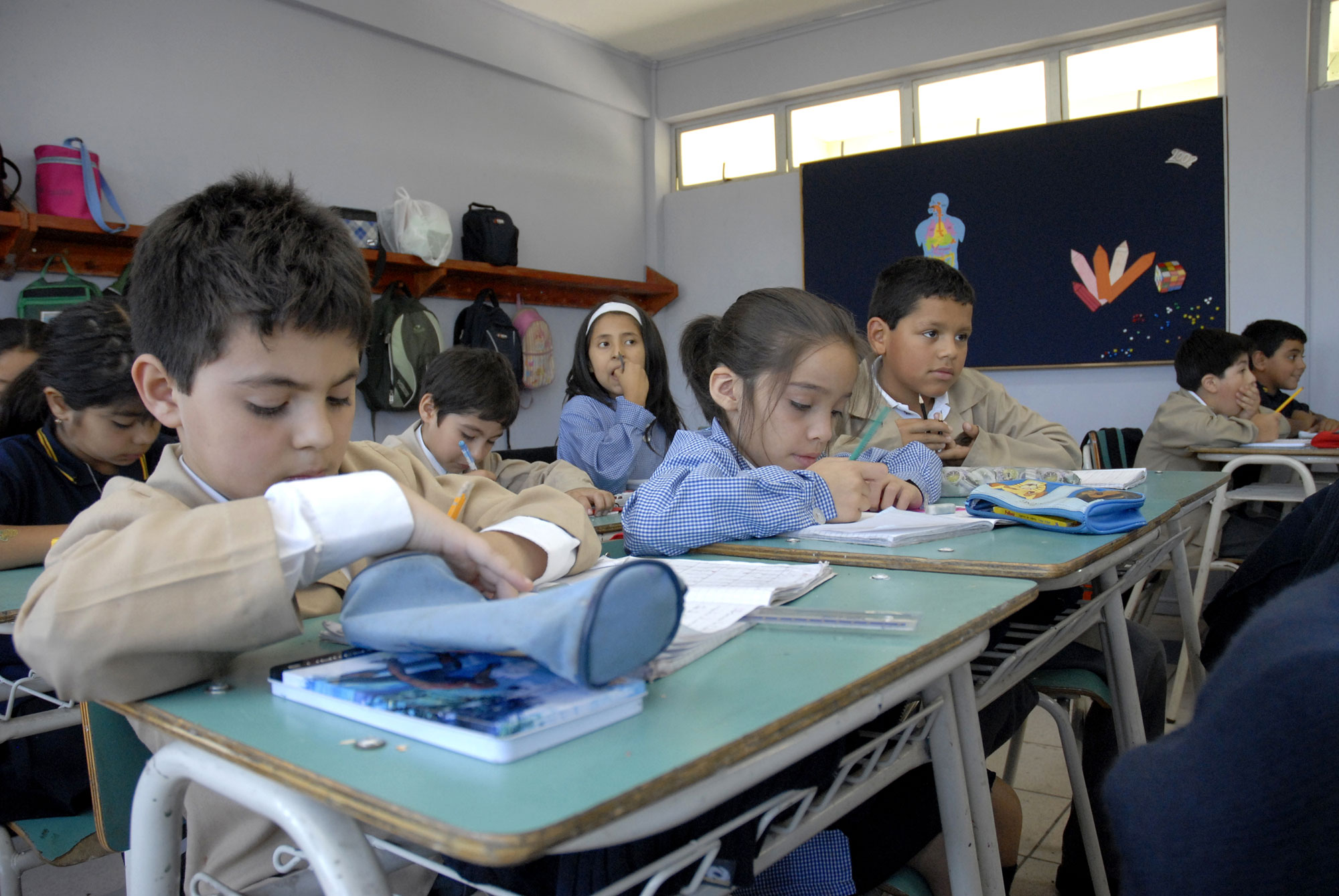
Estudiantes del nivel básico.

Desde la reforma de 1965, la enseñanza básica corresponde al ciclo inicial de estudios escolares. En 1920 la legislación chilena había establecido la obligatoriedad de cursar cuatro años de escolaridad mínima. En 1929 este mínimo fue aumentado a seis años. Finalmente, en 1965 se estableció la obligatoriedad del nivel básico, cuya duración actual es de ocho años divididos en dos ciclos y ocho grados (de seis a catorce años de edad ideal).
- EGB ciclo I: 1.er, 2.º, 3.º y 4.º año o grado de escolarización
- EGB ciclo II: 5.º, 6.º, 7.º y 8.º año o grado de escolarización

La Ley General de Educación de 2009 contempla el cambio a una educación básica de seis años y la educación media también de seis años, con una renovada estructura curricular. Actualmente la educación básica está compuesta por ocho cursos, a partir de 2027, se concretará el cambio a seis años.

### EnEcuador
El Plan de Estudios de Educación General Básica (EGB) para el nivel de primaria, vigente desde la implementación de la malla curricular de 2022, organiza seis grados con una carga horaria semanal de 35 horas, distribuida en asignaturas esenciales:
- Lengua y Literatura,
- Matemática,
- Ciencias Sociales,
- Ciencias Naturales,
- Educación Cultural y Artística,
- Educación Física,
- Lengua Extranjera (inglés) y
- Proyectos Escolares

Este modelo curricular, elaborado por la Dirección Nacional de Currículo de la Subsecretaría de Fundamentos Educativos, establece orientaciones competenciales que integran habilidades comunicativas, razonamiento matemático, comprensión del entorno natural y social, pensamiento crítico y desarrollo socioemocional.
El Ministerio de Educación pone a disposición de docentes, estudiantes y familias una biblioteca digital de libros de texto gratuitos para todos los niveles de Preparatoria (EGB) y bachillerato (BGU), con materiales en PDF descargables mediante la plataforma Libros de Texto del MINEDUC 2025, que incluye cuadernos de trabajo y guías metodológicas para cada grado.
La educación general básica tiene como fin desarrollar las capacidades, habilidades, destrezas y competencias de los niños y adolescentes desde los cinco años de edad en adelante hasta continuar los estudios de bachillerato. Está compuesta por diez años de atención obligatoria en los que se quiere reforzar, ampliar y profundizar las capacidades y competencias adquiridas en la etapa anterior, y se introducen las disciplinas básicas.
El nivel de educación general básica se divide en cuatro subniveles:
1. Preparatoria (Nivel 1), que corresponde a 1.er grado de educación general básica y preferentemente se ofrece a los estudiantes de cinco años de edad.
2. Básica elemental (Nivel 2), que corresponde a 2.º, 3.º y 4.º grados de educación general básica y preferentemente se ofrece a los estudiantes de seis a ocho años de edad.
3. Básica media (Nivel 3), que corresponde a 5.º, 6.º y 7.º grados de educación general básica y preferentemente se ofrece a los estudiantes de nueve a once años de edad.
4. Básica superior (Nivel 4)¸ que corresponde a 8.º, 9.º y 10.º grados de educación general básica y preferentemente se ofrece a los estudiantes de doce a catorce años de edad.

La metodología se basa en el tratamiento de las asignaturas básicas de manera que faciliten a adquisición y comprensión del conocimiento en otros campos. La media de alumnos por aula es de treinta. Con respecto a la jornada lectiva, ésta consta de un total de 35 horas semanales desde segundo a séptimo de educación general básica entre asignaturas obligatorias (30 h) y actividades adicionales (5 h), con un total de siete horas diarias.
Para los alumnos de octavo a décimo de educación general básica las jornadas lectivas son de siete horas diarias, de las cuales todas se destinan a asignaturas obligatorias, constituyendo también 35 horas semanales.
La evaluación por su parte pretende ser permanente, sistemática y científica y tiene como finalidades el diagnosticar la situación de aprendizaje del estudiante y lograr mejoras en su formación a través del estímulo, de acuerdo con el desarrollo del aprendizaje y la capacidad individual de cada estudiante.
La calificación quimestral de cada área es la media de las evaluaciones parciales, previas al examen quimestral. La calificación anual, por área es el promedio de las calificaciones quimestrales.
Para obtener el certificado de haber alcanzado la titulación de educación general básica, la Dirección Provincial de Educación debe aprobar la certificación dada por la primera autoridad del establecimiento junto con el informe del desarrollo psicológico, motriz y social alcanzado por el niño, constituyendo un requisito para acceder al siguiente nivel.
Este nivel educativo permite que el estudiantado desarrolle capacidades para comunicarse, para interpretar y resolver problemas, y para comprender la vida natural y social.

### En España
La educación primaria tiene carácter obligatorio y gratuito. Se estructura en cursos y para cada uno de ellos se establecen unos objetivos generales para cada nivel. Esta es la primera etapa obligatoria del sistema educativo por lo que deben incorporarse a ella todos los niños de seis años independientemente de si han realizado o no la educación infantil (esta última, algunos padres deciden que sus hijos no la cursen puesto que no es obligatorio). Comprende seis cursos académicos agrupados en tres ciclos, que se seguirán ordinariamente entre los seis y los doce años de edad. Con carácter general, los alumnos y las alumnas se incorporarán al primer curso de la educación primaria en el año natural en el que cumplan seis años. Los cursos de esta etapa son los siguientes:
- 1.º de educación primaria (6-7 años; 1.er ciclo)
- 2.º de educación primaria (7-8 años; 1.er ciclo)
- 3.º de educación primaria (8-9 años; 2.º ciclo)
- 4.º de educación primaria (9-10 años; 2.º ciclo)
- 5.º de educación primaria (10-11 años; 3.er ciclo)
- 6.º de educación primaria (11-12 años; 3.er ciclo)

La finalidad de la educación primaria en España es facilitar a los alumnos y alumnas los aprendizajes de la expresión y comprensión oral, la lectura, la escritura, la aritmética, la adquisición de nociones básicas de cultura y ciencia, y el hábito de convivencia así como los de estudio y trabajo, el sentido artístico, la creatividad y la afectividad, con el fin de garantizar una formación integral que contribuya al pleno desarrollo de la personalidad de los alumnos y alumnas y de prepararlos para cursar con aprovechamiento la Educación Secundaria Obligatoria.

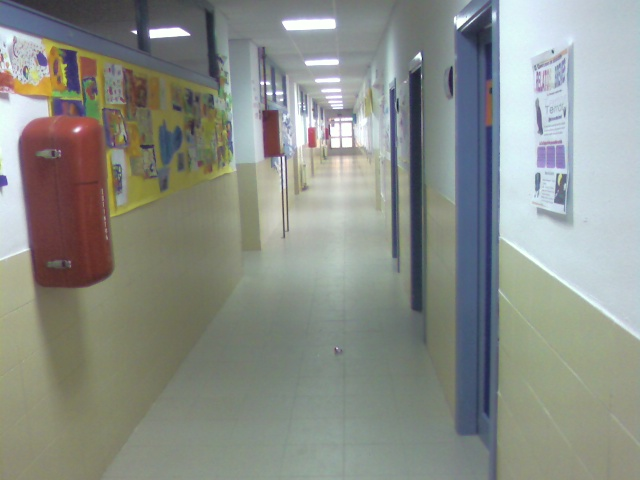
Interior de un colegio de primaria de España

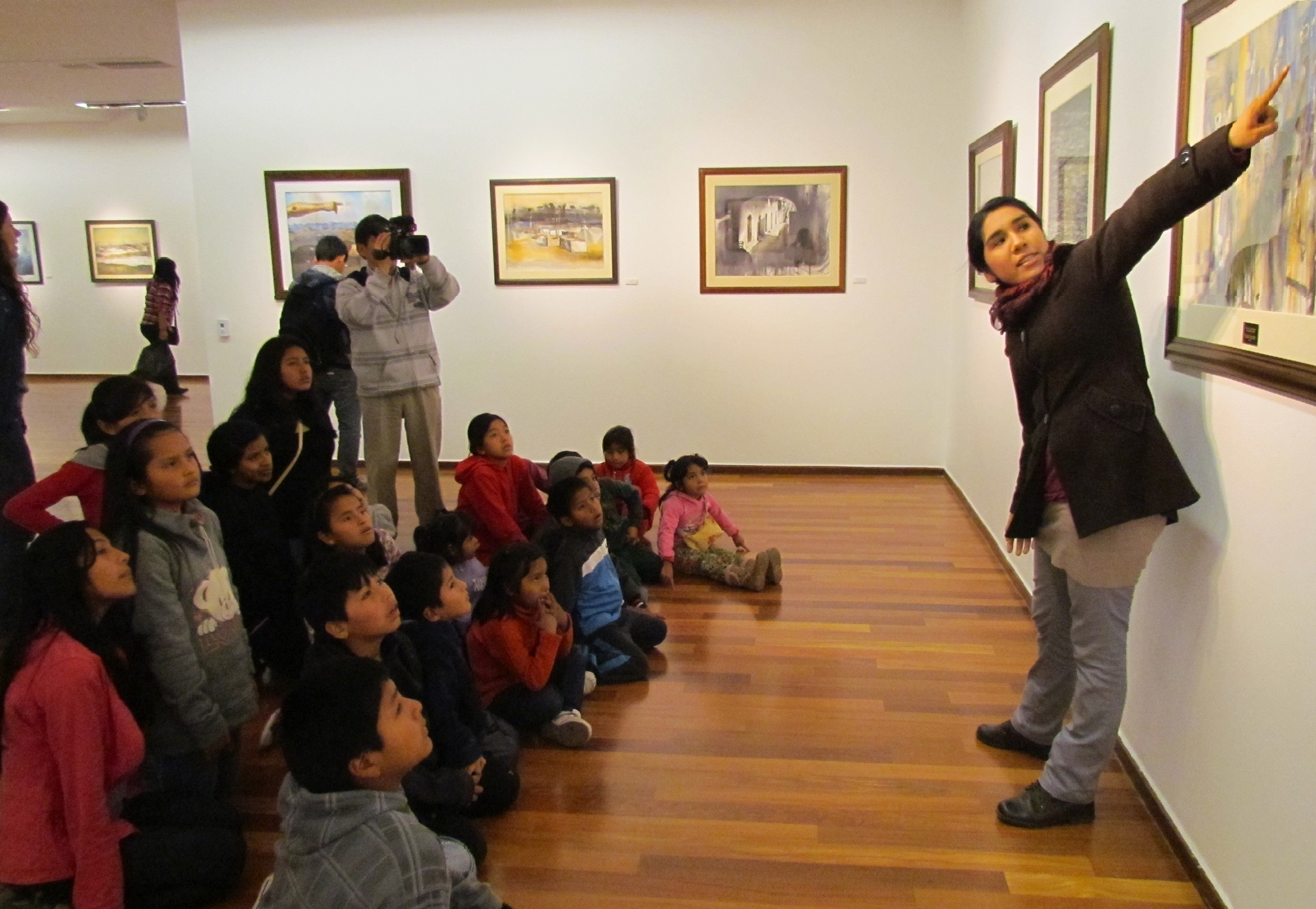
Historiadora del arte explicando el contenido y significado de una muestra de pinturas a estudiantes de primaria.

Atendiendo al artículo 7 del real decreto n.º 126, de 28 de febrero de 2014, la educación primaria contribuirá a desarrollar en los niños y niñas las capacidades que les permitan:
1. Conocer y apreciar los valores y las normas de convivencia, aprender a obrar de acuerdo con ellas, prepararse para el ejercicio activo de la ciudadanía y respetar los derechos humanos, así como el pluralismo propio de una sociedad democrática.
2. Comunicarse a través de medios de expresión verbal, corporal, visual, plástica, musical y matemática, desarrollando el razonamiento lógico, verbal y matemático, así como la sensibilidad estética, la creatividad y la capacidad para disfrutar de las obras y manifestaciones artísticas.
3. Adquirir habilidades para la prevención y para la resolución pacífica de conflictos, que les permitan desenvolverse con autonomía en el ámbito familiar y doméstico, así como en los grupos sociales con los que se relacionan.
4. Conocer, comprender y respetar las diferentes culturas y las diferencias entre las personas, la igualdad de derechos y oportunidades de hombres y mujeres y la no discriminación de personas con discapacidad.
5. Conocer y utilizar de manera apropiada la lengua castellana y, si la hubiere, la lengua cooficial de la comunidad autónoma y desarrollar hábitos de lectura.
6. Adquirir en, al menos, una lengua extranjera la competencia comunicativa básica que les permita expresar y comprender mensajes sencillos y desenvolverse en situaciones cotidianas.
7. Desarrollar las competencias matemáticas básicas e iniciarse en la resolución de problemas que requieran la realización de operaciones elementales de cálculo, conocimientos geométricos y estimaciones, así como ser capaces de aplicarlos a las situaciones de su vida cotidiana.
8. Conocer los aspectos fundamentales de las ciencias de la naturaleza, las ciencias sociales, la geografía, la historia y la cultura.
9. Iniciarse en la utilización, para el aprendizaje, de las Tecnologías de la información y la comunicación desarrollando un espíritu crítico ante los mensajes que reciben y elaboran.
10. Utilizar diferentes representaciones y expresiones artísticas e iniciarse en la construcción de propuestas visuales y audiovisuales.
11. Valorar la higiene y la salud, aceptar el propio cuerpo y el de los otros, respetar las diferencias y utilizar la educación física y el deporte como medios para favorecer el desarrollo personal y social.
12. Conocer y valorar los animales más próximos al ser humano y adoptar modos de comportamiento que favorezcan su cuidado.
13. Desarrollar sus capacidades afectivas en todos los ámbitos de la personalidad y en sus relaciones con los demás, así como una actitud contraria a la violencia, a los prejuicios de cualquier tipo y a los estereotipos sexistas.
14. Fomentar la educación vial y actitudes de respeto que incidan en la prevención de los accidentes de tráfico.

A partir de este real decreto cada comunidad autónoma introduce pequeñas adaptaciones para dar respuesta a la diversidad de las diferentes comunidades que forman España, enfatizando o priorizando aquellos contenidos que son más cercanos al alumnado, como por ejemplo a nivel andaluz el D97/.
En educación primaria, las asignaturas se agruparán en tres bloques: troncales, específicas y de asignaturas de libre configuración autonómica.
Las asignaturas troncales son:
- Ciencias de la Naturaleza
- Ciencias Sociales
- Lengua Castellana y Literatura
- Matemáticas
- Primera Lengua Extranjera (Inglés)

Las asignaturas específicas son
- Educación Física.
- Religión, o Valores Humanos, a elección de los padres, madres o tutores legales.
- Valores Cívicos y Éticos
- Emocrea (en Canarias)
- En función de la regulación y de la programación de la oferta educativa que establezca cada Administración educativa y, en su caso, de la oferta de los centros docentes, al menos una de las siguientes áreas del bloque de asignaturas específicas: 1.º Educación Artística. 2.º Segunda Lengua Extranjera (Francés). 3.º Religión, solo si los padres, madres o tutores legales no la han escogido en la elección indicada en el apartado 3.b). 4.º Valores Sociales y Cívicos, sólo si los padres, madres o tutores legales no la han escogido en la elección indicada en el apartado 3.b).

Actualmente la Ley que rige la Educación Primaria es la Ley Orgánica para la Mejora de Calidad Educativa (LOMCE). que modifica en un solo artículo la LOE (Ley Orgánica de Educación)
La referencia legislativa a la que se acoge la Educación Primaria en España en la actualidad es:
- Ley Orgánica 2/2006, de 3 de mayo, de Educación
- Ley Orgánica 8/2013, de 9 de diciembre, para la mejora de la calidad educativa
- Real Decreto 126/2014, de 28 de febrero, por el que se establece el currículo básico de la Educación Primaria.
- Orden ECD/65/2015, de 21 de enero, por la que se describen las relaciones entre las competencias, los contenidos y los criterios de evaluación de la Educación Primaria, la Educación Secundaria Obligatoria y el Bachillerato.
- Resolución de 30 de marzo de 2016, de la Secretaría de Estado de Educación, Formación Profesional y Universidades, por la que se definen los cuestionarios de contexto y los indicadores comunes de centro para la evaluación final de Educación Primaria.
- Normativa propia de cada administración educativa.

### En México
La Educación Primaria en México comprende seis grados, dirigidos a niñas y niños de 6 a 12 años, y se rige por el Acuerdo 14/08/22, publicado en el Diario Oficial de la Federación el 19 de agosto de 2022, que actualizó el Plan de Estudios para la Educación Básica.
Dicho Plan establece seis fases de desarrollo por grado, donde se articulan los campos formativos:
- Lenguaje y Comunicación,
- Pensamiento Matemático,
- Exploración y Comprensión del Mundo Natural y Social,
- Educación Socioemocional y para la Vida,
- Educación Artística,
- Educación Física y Salud,
- Innovación,
- Ciencia y Tecnología.

Además, incorpora la perspectiva intercultural y de equidad, atendiendo a la diversidad lingüística y cultural del país.
La Educación Primaria en México comprende seis grados para niñas y niños de 6 a 12 años, con un único Plan de Estudios 2022 “Nueva Escuela Mexicana” y sus Programas Sintéticos por campo formativo, vigentes para el ciclo 2025–2026.
Grados
- 1.º de Primaria (6–7     años)
- 2.º de Primaria (7–8     años)
- 3.º de Primaria (8–9     años)
- 4.º de Primaria (9–10     años)
- 5.º de Primaria     (10–11 años)
- 6.º de Primaria     (11–12 años)

Para el ciclo escolar 2025–2026, la Secretaría de Educación Pública (SEP) mantiene vigente este marco curricular, complementado con los Programas Sintéticos de cada campo formativo, disponibles en línea en el portal de la SEP.
La Nueva familia de Libros de Texto Gratuitos, producida y distribuida por la Comisión Nacional de Libros de Texto Gratuitos (CONALITEG), ofrece el catálogo completo de libros de texto para primaria en formato físico y digital. El catálogo para el ciclo escolar 2025–2026 estará disponible a partir del 19 de agosto de 2025, jornada que inicia clases el 26 de agosto de 2025. Este recurso garantiza el acceso equitativo al material oficial, facilitando la consulta en línea y la descarga gratuita de cada grado.

### En Perú
El Currículo Nacional de la Educación Básica del MINEDU, aprobado por la Resolución Ministerial N.° 281-2016 (y sus modificaciones posteriores), establece el perfil de egreso y las competencias evolutivas para toda la Educación Básica, incluyendo seis grados de primaria.
El programa de estudio de primaria organiza las áreas curriculares de:
- Comunicación,
- Pensamiento Matemático,
- Ciencia y Tecnología, y
- Personal Social.

Junto con ejes transversales como:
- interculturalidad,
- enfoque de género y
- desarrollo sostenible.

Incentivando metodologías de aprendizaje activo y evaluaciones formativas.
La Educación Primaria en el Perú abarca seis grados, integrados en el Currículo Nacional de la Educación Básica y complementados por las Rutas de Aprendizaje y la plataforma Perú-Educación.
Grados
- 1.º de Primaria (6     años)
- 2.º de Primaria (7     años)
- 3.º de Primaria (8     años)
- 4.º de Primaria (9     años)
- 5.º de Primaria (10     años)
- 6.º de Primaria (11     años)

Como apoyo, las Rutas de Aprendizaje proporcionan a los docentes indicadores de logro y pautas didácticas para cada grado, así como orientaciones para la atención a la diversidad en contextos rurales, urbanos e interculturales. Además, la plataforma digital Libros de Educación Primaria MINEDU 2025 ofrece un catálogo de 80 títulos (cuadernos de trabajo, cuadernillos de autoaprendizaje, registros y lecturas) disponibles para consulta en línea o descarga gratuita en formatos EPUB/PDF.

### En Venezuela
En Venezuela se le conoce oficialmente como educación básica y es gratuita y obligatoria. Las etapas por las que está comprendida son las siguientes:
- 1.er grado de educación básica (6-7 años)
- 2.º grado de educación básica (7-8 años)
- 3.er grado de educación básica (8-9 años)
- 4.º grado de educación básica (9-10 años)
- 5.º grado de educación básica (10-11 años)
- 6.º grado de educación básica (11-12 años)

Nace el Programa Nacional Canaima va a la escuela para fomentar la educación en las y los niños del país y promover la formación integral mediante el aprendizaje y el apoyo de las tecnologías de información libres para su desarrollo integral, con los fines educativos dándole una formación integral y calidad de los niños y niñas venezolanos. Una de las grandes modalidades son las computadoras que se entregan a los estudiantes dependiendo del grado de educación primaria o secundaria que estén cursando e igualmente a los docentes para que realicen sus planificaciones. Lamentablemente este ambicioso programa, al igual que muchos otros anteriores, no ha llegado a implementarse en todo el país. Actualmente sufre la falta de actualización de medios y falta de formación de profesores, reflejándose en la educación de los alumnos. Anteriormente también hubo programas educativos intensivos fomentados por los distintos gobiernos. Uno particularmente exitoso fue el programa ACUDE, una campana de alfabetización y promoción de conocimientos básicos, enfocado principalmente en la educación a mayores analfabetas. Se vendía a precios muy asequibles una caja que contenía: un toca discos, varios discos con el audio de clases, libros, cuadernos y lápices. Todos los implementos necesarios para educar, de manera básica, a cualquier persona. 

## Demandas actuales
- La proporción de los estudiantes escolarizados a nivel mundial es hoy en día mayor que nunca. Los gobiernos deben aumentar los fondos para la educación primaria y asegurar la distribución equitativa de los recursos entre las áreas ricas y pobres.
- Es igualmente importante que los países establezcan estrategias para asegurar que los niños sigan asistiendo a la escuela y completen su educación primaria. En muchos casos, los niños de los países en vías de desarrollo tienen que dejar la escuela para apoyar a sus familias.
- Además, los gobiernos deben eliminar las tarifas escolares y los uniformes, deben construir escuelas cerca de las viviendas.

El logro de la educación primaria universal no solo es un objetivo en sí mismo, sino también un factor que contribuye a alcanzar otros objetivos de desarrollo, como menos pobreza y desigualdad, crecimiento económico, entre otros. A pesar de que la tasa de matriculación escolar ha aumentado, 57 millones de niños en el mundo siguen sin asistir a la escuela primaria, y las tasas de finalización de estudios siguen siendo sumamente bajas. Dado lo perjudicial que resulta el fracaso escolar, se han realizado una serie de intervenciones para aumentar las tasas de matriculación, retención y transición en las escuelas primarias.
Una revisión de diversas intervenciones realizadas en países en desarrollo, ha demostrado que los programas de transferencias monetarias condicionadas, la exención del pago de la matrícula escolar y los programas de alimentación escolar generan un impacto positivo en las tasas de matriculación en la escuela primaria. Sin embargo, estos programas han tenido un efecto limitado e irregular en cuanto a mantener a los niños dentro del sistema educacional. Por otro lado, lograr que más niños ingresen a la escuela no es provechoso si la calidad de la educación es deficiente o si los niños no asisten regularmente a la misma.

## La incorporación de las TIC en la Educación Primaria
La llamada "Revolución digital" que se produjo a finales del siglo XX ha tenido repercusiones en todos los ámbitos de la sociedad, siendo uno de ellos la educación. Las repercusiones en la Educación en general, y en la Educación Primaria en concreto, consiste no solo en la introducción en las aulas de recursos TIC (Tecnologías de la Información y la Comunicación) como ordenadores, pizarras digitales, tabletas, etc., sino en la forma de utilizarlas pedagógicamente.
Con base en la incorporación de las TIC en la Educación Primaria se han puesto en marcha distintos métodos como es por ejemplo el aula invertida (Flipped learning) o  la Gamificación. Además, se han creado nuevos recursos a los que se accede por medio de las tecnologías e internet, como recursos educativos. Como es el caso de las bibliotecas escolares digitales, que pueden ser creadas en la página web del centro educativo siendo un banco de recursos digitales a los que el alumnado podrá acceder para completar su formación o como apoyo para la realización de las actividades escolares. Las bibliotecas escolares digitales ofrecen recursos adaptados a todos los niveles educativos y sobre todas las áreas.
A pesar de que los profesores tienen flexibilidad acerca de cómo trabajar las TIC en el aula, es necesario conocer las leyes educativas que hace que sea obligatorio el uso y conocimiento de las tecnologías. El Real Decreto por el que se establece el currículo básico de Educación Primaria señala que una de las siete competencias básicas que el niño debe alcanzar en el ámbito educativo de 6 a 12 años es la "competencia digital". Además, se incluye como objetivo el hecho de " Iniciarse en la utilización, para el aprendizaje, de las Tecnologías de la Información y la Comunicación desarrollando un espíritu crítico ante los mensajes que reciben y elaboran". Explicándose además que aparte de que las tecnologías de la información y la comunicación (TICs) se reconozcan como asignatura individual, se encontrará también en las demás de forma transversal. Todo ello deja reflejada la importancia que tienen las TIC no solamente en la sociedad en general, sino también, en el ámbito educativo. Es necesario que el alumnado conozca y adquiera habilidades en este tema incluyendo los peligros que conlleva el mal uso en ciertos casos. Además, para todo ello es necesario tener docentes preparados y competentes.